# 十二湖

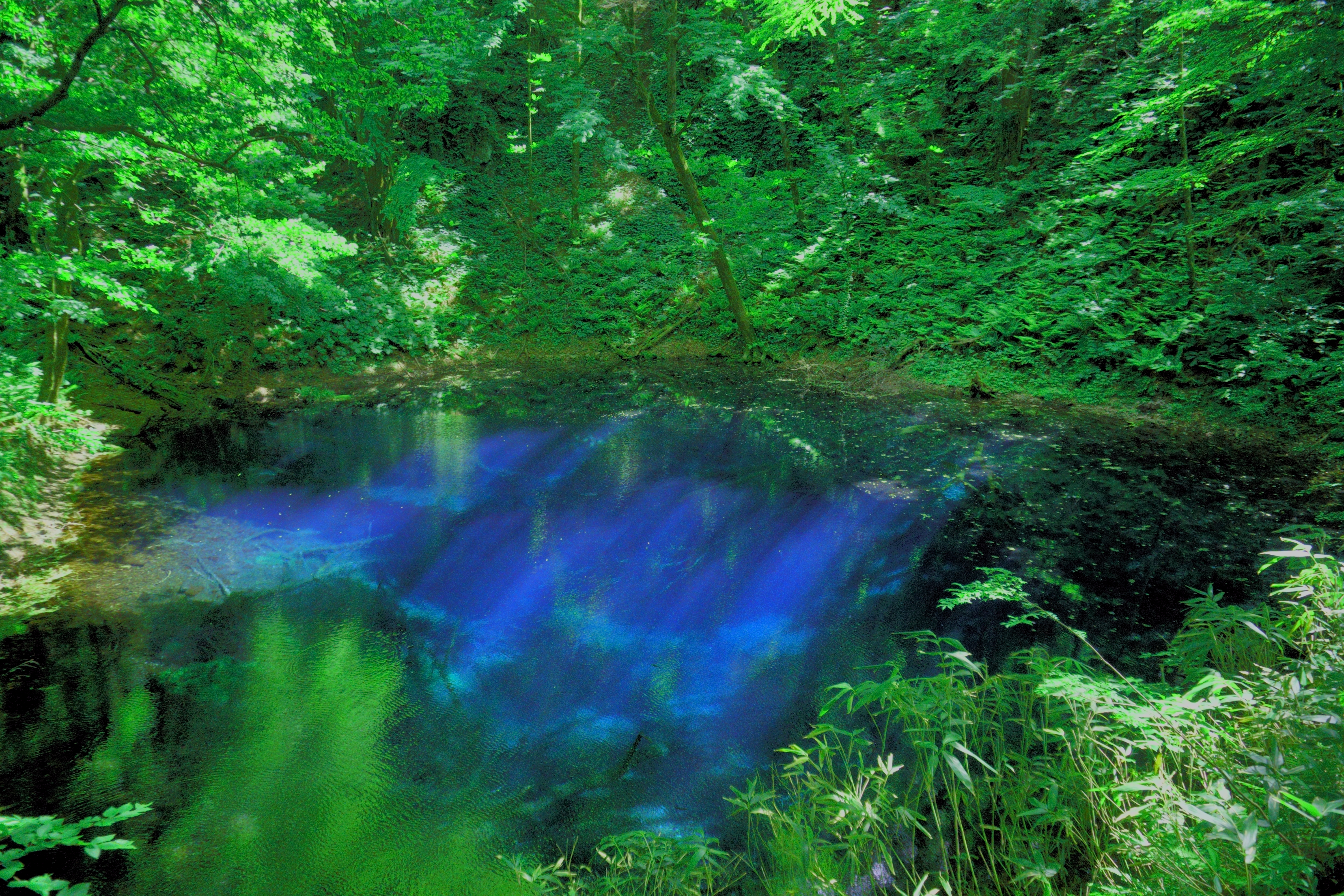
青池（2020年6月7日）

十二湖（じゅうにこ）は、青森県西津軽郡深浦町にある複数の湖の総称である。白神山地の一角で、津軽国定公園内にある。

## 概要

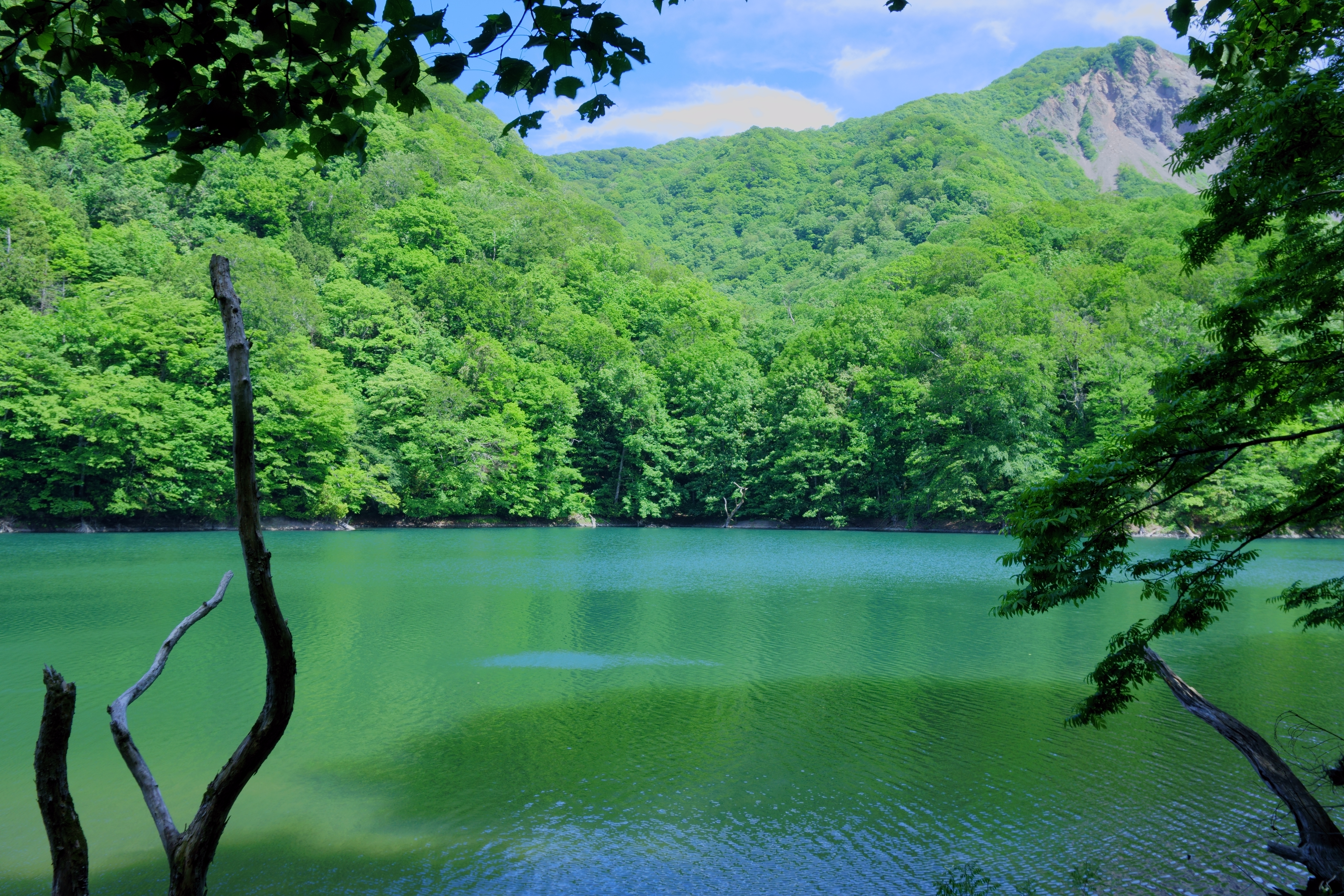
鶏頭場の池（2020年6月7日）

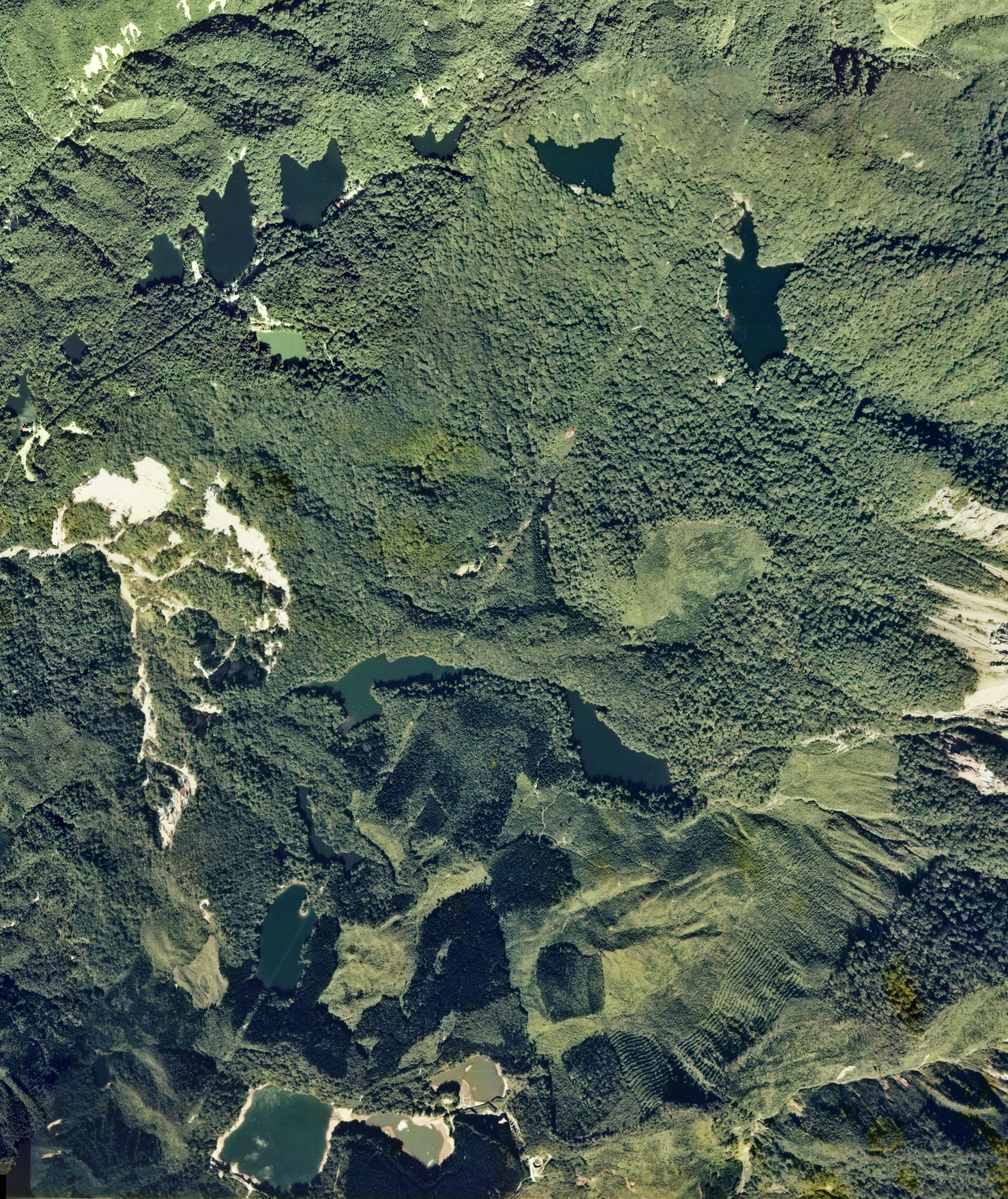
十二湖周辺の空中写真。1975年撮影の4枚を合成作成。
。写真右端で見切れている岩肌が崩山。写真左中央に見える白い岩壁が日本キャニオン。

十二湖を構成するこれらの湖は、1704年の能代地震による崩山（くずれやま、標高939.9m）の崩壊で塞き止められた川から、形成されたのではないかと推定されている。十二湖という名称は広大なブナの森に点在する33の湖沼が、「大崩（標高694m）から見ると湖沼数が12に見える」ということに由来するとも言われているが、詳しくは分かっていない。ただし、偶然にも面積が10,000m2を超える湖沼数は12となっており、面積が1町歩を超える湖沼数も同じく12となっている。近隣にはブナ林が密集し、それらの水分の含有量が多いため、自然の造った水桶あるいはダムのようであり、しかも自然の浄化装置を持つとでも表現できるほどの水質の良い水が各所で湧き出している。海抜約250m付近の台地に点在する湖の総数は約30あり（以下の表を参照）、それぞれ透明度は高い。
大正6年発行の陸軍測量部、5万分の1の地形図には、この地方の特に越口の池周辺を「七ツ池」と記している。現在はこの名称は使用されていない。大町桂月は、十二湖を訪れ「山の中　三十三湖　紅葉かな」という句を詠んだ。
大正11年11月7日から8日、大町桂月はこの地を訪れ、「日暮し山の眺望、湖畔群の幽闇、紅葉の残照など十二湖は天下の奇観である。他日、必ず天下にその名を知られるであろう」と称えた。昭和28年、十二湖は県立公園に指定された。
なお、十二湖より北に十三湖があるが、こちらの名前の由来はアイヌ語がもととなった「十三湊」（諸説あり）であり、これらの名称に直接の関連はない。十三湖と区別するために、松神十二湖や津軽十二湖とも言う。
|      | 湖沼の名   | ふりがな           | 面積(m2) | 深度(m) | 平均深度(m) |
| ---- | ---------- | ------------------ | -------- | ------- | ----------- |
| 1    | 青池       | あおいけ           | 975      | 9.0     | 5.0         |
| 2    | 鶏頭場の池 | けとばのいけ       | 41,150   | 21.9    | 10.0        |
| 3    | がま池     | がまいけ           | 200      | -       | -           |
| 4    | 沸壷の池   | わきつぼのいけ     | 575      | 3.1     | 1.9         |
| 5    | 落口の池   | おちくちのいけ     | 27,200   | 20.3    | 9.8         |
| 6    | 中の池     | なかのいけ         | 13,050   | 14.4    | 7.7         |
| 7    | 越口の池   | こしぐちのいけ     | 47,450   | 23.3    | 14.2        |
| 8    | 王池       | おういけ           | 53,500   | 24.0    | 10.8        |
| 8-1  | (東湖盆)   | ひがしこぼん       | (39,200) | 24.0    | 12.1        |
| 8-2  | (西湖盆)   | にしこぼん         | (14,300) | 13.0    | 7.5         |
| 9    | 二ツ目の池 | ふたつめのいけ     | 5,950    | 8.0     | 5.2         |
| 10   | 八景の池   | はっけいのいけ     | 11,500   | 12.8    | 4.0         |
| 11   | 仲道の池   | なかみちのいけ     | 1,950    | 1.8     | 1.2         |
| 12   | 八光の池   | はっこうのいけ     | 575      | -       | -           |
| 13   | 日暮の池   | ひぐらしのいけ     | 11,050   | 15.9    | 6.9         |
| 14   | 小夜の池   | さよのいけ         | 752      | -       | -           |
| 15   | 影坂の池   | かげさかのいけ     | 2,500    | 3.8     | 2.1         |
| 16   | 長池       | ながいけ           | 9,800    | 7.6     | 2.5         |
| 17   | 四五郎の池 | しごろうのいけ     | 3,500    | -       | -           |
| 18   | 子宝の池   | こだからのいけ     | 300      | -       | -           |
| 19   | 埋釜の池   | いかりがまのいけ   | 1,400    | 5       | 2.4         |
| 20   | 道芝の池   | みちしばのいけ     | 1,300    | -       | -           |
| 21   | 石穀の池   | いしこくのいけ     | 300      | -       | -           |
| 22   | 萱原の池   | かやはらのいけ     | 1,000    | -       | -           |
| 23   | 金山の池   | かなやまのいけ     | 33,100   | 15.5    | 6.9         |
| 24   | 糸畑の池   | いとばたけのいけ   | 29,850   | 17.0    | 7.8         |
| 25   | 三蔵の池   | さんぞうのいけ     | 325      | 4.7     | 3.5         |
| 26   | 牛蒡の池   | ごぼうのいけ       | 8,550    | 10.5    | 4.3         |
| 27   | 千鳥の池   | ちどりのいけ       | 2,000    | 7.6     | 3.1         |
| 28   | 面子坂の池 | めんこざかのいけ   | 30,500   | 15.5    | 7.7         |
| 29   | 濁池       | にごりいけ         | 20,900   | 5.6     | 3.6         |
| 30   | 大池       | だいいけ、おおいけ | 91,350   | 27.3    | 12.9        |
| 30-1 | (東湖盆)   | ひがしこぼん       | (27,200) | 9.1     | 5.3         |
| 30-2 | (西湖盆)   | にしこぼん         | (64,150) | 27.3    | 14.9        |
| 31   | 破池       | やぶれいけ         | 6,000    | 6.7     | 3.7         |
| -    | 計         | -                  | 313,702  | -       | -           |

## アクセス
- JR東日本五能線十二湖駅下車、弘南バス十二湖線に乗車、終点「奥十二湖」下車。
- 国道101号深浦町十二湖駅前より、青森県道280号十二湖公園線経由